# Conus mosterti
Espèce
Conus mosterti est une espèce de mollusques gastéropodes marins de la famille des Conidae.
Comme toutes les espèces du genre Conus, ces escargots sont prédateurs et venimeux. Ils sont capables de « piquer » les humains et doivent donc être manipulés avec précaution, voire pas du tout.

## Taxonomie

### Publication originale
L'espèce Conus mosterti a été décrite pour la première fois en 2021 par le malacologiste Roy P. Aiken dans « The Festivus »,.

### Synonymes
- Conus (Sciteconus) mosterti (R. Aiken, 2021) · appellation alternative
- Floraconus (Sciteconus) mosterti R. Aiken, 2021 · non accepté